# 한계 등급
한계 등급에 대해 설명한다. 
망원경이나 기타 관측 기구로 관측이 가능한 한계의 등급을 말한다. 망원경을 눈으로 보았을 때 한계 등급은 주로 빛을 모으는 대물경의 구경에 따르는데, 구경 20cm로 13등급 정도이다. 그러나 배경광이 밝으면 한계등급은 낮아진다. 사진 관측이나 광전관측,CCD에 의한 관측에서는 망원경의 구경 뿐 아니라 수광기의 감도, 노출시간, 확대율, 배경광의 밝기 등 여러 가지 요서가 개입되므로 한계등급의 결정이 단순하지 않다.